# Corona (película)
Corona, también conocida como Corona: Fear is a Virus, es una película dramática canadiense de suspenso sobre un grupo de personas atrapadas en un ascensor durante la pandemia de COVID-19. La película fue escrita y dirigida por Mostafa Keshvari, y se realizó en parte para abordar la xenofobia y el racismo relacionados con la pandemia de coronavirus de 2019-2023.
Corona se filmó en un plano secuencia con una cámara de mano.

## Premisa
Corona sigue a seis vecinos improbables varados en el ascensor de su edificio en las primeras etapas de la crisis de COVID-19. Rápidamente sospechan que una séptima vecina, una recién llegada china interpretada por Traei Tsai, tiene el coronavirus y es probable que las infecte después de que ella también suba al ascensor.

## Elenco
- Emy Aneke[2]
- Zarina Sterling[2]
- Richard Lett[2]
- Adrea Stefancikova[2]
- Josh Blacker[2]
- Andy Canete[2]
- Traei Tsai[2]